# Garreta unicolor
Garreta unicolor là một loài bọ cánh cứng trong họ Bọ hung (Scarabaeidae).